# Locoal-Mendon

Locoal-Mendon este o comună în departamentul Morbihan, Franța. În 1 ianuarie 2022 avea o populație de 3.529 de locuitori.